# Србија на Турковизији
Србија је учествовала на Песми Турковизије четири пута, два пута као Косово, једним као Санџак/Србија и једном као Србија: на такмичењу 2015. године које је одржано у Истанбулу, Турска. Рашка област (Санџак) и Косово су учествовали на овом такмичењу за Србију до 2015. године, од 2020. Србија учествује само као Србија. Српски емитер РТВ Нови Пазар заслужан је за учешће Србије на конкурсу.

## Историја
Детаљније о такмичењу: Песма Турковизије
Дана 20. новембра 2015. године потврђено је да ће Србија званично дебитовати на Песми Турковизије на такмичењу 2015. које ће се одржати у Истанбулу, Турска. Дана 7. децембра 2015. објављено је да ће представљати Санџачки регион Србије. Пре тога, српска покрајина Косово и Метохија учествовала је 2013. године, а касније као Санџак 2015. године. Након што је такмичење затворено у периоду од 2016. до 2019. године, Србија је 2020. године први пут наступила само као Србија. Међутим, с обзиром на то да исти емитер који је изабрао песму за Санџак бира и песму за Србију, одлучено је да се песма из 2015. године рачуна као српски представник.

## Преглед учешћа
| Година | Учесник           | Песма              | Језик  | Коначни пласман | Бодова |
| ------ | ----------------- | ------------------ | ------ | --------------- | ------ |
| 2015   | Алмедин Варошанин | "Траг"             | Српски | 15              | 140    |
| 2020   | Харис Скареп      | "Доживотно осуђен" | Српски | 13              | 178    |